# IC 2169
IC 2169 — галактика типу RN (відзеркалююча туманність) у сузір'ї Єдиноріг.
Цей об'єкт міститься в оригінальній редакції індексного каталогу.